# Hyperbaena mexicana
Hyperbaena mexicana är en tvåhjärtbladig växtart som beskrevs av John Miers. Hyperbaena mexicana ingår i släktet Hyperbaena och familjen Menispermaceae. Inga underarter finns listade i Catalogue of Life.